# Ana Paula Argüello
Ana Paula Argüello (* 11. Juli 2003) ist eine paraguayische Leichtathletin, im Weit- und Dreisprung sowie im Siebenkampf an den Start geht.

## Sportliche Laufbahn
Erste internationale Erfahrungen sammelte Ana Paula Argüello im Jahr 2018, als sie bei den U18-Südamerikameisterschaften in Cuenca mit 4091 Punkten den siebten Platz im Siebenkampf belegte. Im Jahr darauf gelangte sie bei den U20-Südamerikameisterschaften in Cali mit 4661 Punkten auf Rang sechs und 2021 wurde sie bei den U20-Südamerikameisterschaften in Lima mit 15,06 s Fünfte im 100-Meter-Hürdenlauf. Zudem belegte sie auch im Weitsprung mit 5,52 m Rang fünf und erreichte sowohl in der 4-mal-100-Meter-Staffel, als auch in der Mixed-Staffel über 4-mal 400 Meter jeweils den fünften Platz. Im Dezember klassierte sie sich bei den erstmals ausgetragenen Panamerikanischen Spielen in Cali mit 13,04 m auf dem siebten Platz im Dreisprung und egalisierte damit den von ihr gehaltenen Landesrekord. Im Jahr darauf belegte sie bei den Juegos Bolivarianos in Valledupar mit 5,88 m den sechsten Platz im Weitsprung und gelangte im Dreisprung mit 12,67 m auf Rang vier. Anschließend schied sie bei den U20-Weltmeisterschaften in Cali mit 12,59 m in der Qualifikationsrunde aus. Ende September wurde sie bei den U23-Südamerikameisterschaften in Cascavel mit neuem Landesrekord von 6,05 m Vierte im Weitsprung und gewann im Dreisprung mit 12,75 m die Silbermedaille hinter der Kolumbianerin Valery Arce. Kurz darauf belegte sie bei den Südamerikaspielen in Asunción mit 5,87 m auf Rang fünf im Weitsprung und wurde im Dreisprung mit 12,51 m Sechste.
2023 belegte sie bei den Südamerikameisterschaften in São Paulo mit 5170 Punkten den vierten Platz im Siebenkampf. Im Jahr darauf musste sie ihren Wettkampf bei den Ibero-Amerikanischen Meisterschaften in Cuiabá vorzeitig beenden, ehe sie bei den U23-Südamerikameisterschaften in Bucaramanga mit 5196 Punkten die Silbermedaille hinter der Brasilianerin Tainara Mees gewann. 2025 gewann sie bei den Hallensüdamerikameisterschaften in Cochabamba mit 3395 Punkten die Bronzemedaille im Fünfkampf hinter den Brasilianerinnen Tamara de Sousa und Roberta dos Santos. Ende April belegte sie bei den Südamerikameisterschaften in Mar del Plata mit 5090 Punkten den vierten Platz im Siebenkampf.
2023 wurde Argüello paraguayische Meisterin im Weitsprung.

## Persönliche Bestzeiten
- 100 m Hürden: 13,86 s (+0,2 m/s), 10. November 2023 in Asunción
  - 60 m Hürden (Halle): 8,70 s, 22. Februar 2025 in Cochabamba (paraguayischer Rekord)
- Weitsprung: 6,05 m (+0,5 m/s), 29. September 2022 in Cascavel (paraguayischer Rekord)
- Dreisprung: 13,04 m (+2,0 m/s), 17. Oktober 2021 in Encarnación (paraguayischer Rekord)
- Siebenkampf: 5196 Punkte, 28. September 2024 in Bucaramanga
  - Fünfkampf (Halle): 3395 Punkte, 22. Februar 2025 in Cochabamba